# Медитеранска салата са лигњама
Медитеранска салата са лигњама је врста предјела која се спрема не само у кухињама медитеранских земаља већ и у кухињама целог света уз разне модеификације у избору састојака и начину спремања и сервирања.  

## Састојци
- 400 г  колутова и кракова лигњи
- 450 г  замрзнуте медитеранске мешавине поврћа (тиквице, паприка, парадајз, зелена боранија, лук и црне маслине и босиљак),[1]
- 50 г љубичастог лука исеченог на траке
- 2 чена пасираног белог лука
- неколико листова зелене салате
- 20 г риколе
- 2 кашике маслиновог уља
- сирће
- лист свежег першуна
- со и бибер, ловоров лист
- кришке лимуна
- 1 децилитар белог вина

## Припрема
Припрему јела почети чишћењем прањем у више вода и сечењем лигњи на колутове и кракове, а наставити кувањем у врелој сланој води.  У воду у којој се лигње кувају додати зачине по жељи, попут зрна бибера, ловоров лист и кришке лимуна и мало белог вина.
Кад су лигње скуване, тако вруће лигње у већој  посуди помешајте са сецканим љубичастим и  белим луком.
У тигању на лаганој ватри продинстати, претходно одмрзнуту,  смешу поврћа за медитеранску салату. 
У посуду са куваним лигљама додати продинстану медитеранску мешавину поврћа и на комадиће исецкану зелену салату и листиће риколе.
По жељи салату зачините финим маслиновим уљем и сирћетом, а обавезно је украсите свеже исецканим першуновим листом.

## Сервирање
Салату послужите хладну,  у већој стакленој посуди, и по жељи је декорисати једном грилованом козицом